# M4 Sherman
M4 Sherman a fost principalul tanc de luptă folosit de către armata americană în timpul celui de-al Doilea Război Mondial. Tancul a fost folosit și de către aliații SUA, inclusiv Regatul Unit și URSS, fiind livrat prin sistemul lend-lease (Legea de împrumut și închiriere).
Denumirea oficială a acestui vehicul era Medium Tank M4 (tancul mediu tip M4). În Marea Britanie, tancul M4 a fost denumit după generalul unionist William Tecumseh Sherman, fiind cunoscut obiceiul britanicilor de a denumi tancurile de fabricație americană în uz după generali faimoși din timpul Războiul civil din America. Soldații americani au preluat și ei această denumire.

## Proiectarea

Tancul Sherman a evoluat din tancurile medii Lee și Grant, care erau înarmate cu un tun de 75 milimetri. Sherman a păstrat multe din designul tancurilor menționate, dar i s-a adăugat un tun de 75 milimetri, montat într-o turelă care se putea roti complet, primul tun american de acest gen. Girostabilizatorul permitea echipajului să tragă din mers, cu un grad mai mare de precizie. Designerii tancului au pus accentul pe fiabilitatea părților mecanice, ușurința producției, rezistență, standardizarea pieselor și a muniției pentru un număr limitat de variante, și mărimea și greutatea medie a mașinii de luptă. Acești factori au făcut ca Sherman să fie superior modelelor de tancuri germane ușoare și medii existente în perioada 1939-1941, pe care armata germană le-a folosit și în perioada de final a celui de-al Doilea Război Mondial (cu toate că acestea au fost îmbunătățite ca armament și blindaj). Sherman a fost fabricat în număr mare și a fost coloana vertebrală a celor mai multe ofensive Aliate, începând de la sfârșitul anului 1942.
La început Sherman-urile erau capabile să înfrângă tancurile germane relativ mici, ca de exemplu Panzer III și IV, pe care le-au întâlnit în luptele din Africa de Nord. Mai târziu Sherman a fost egalat de noul tanc mediu german Pz Kpfw IV, căruia i-a fost îmbunătățit armamentul și blindajul. Față de tancul german Panther, de 45 tone, Sherman era de cele mai multe ori depășit, și era cu totul inapt de a face față tancului german Tiger I, de 56 tone, și ulterior Tiger II, de 72 tone, suferind pierderi enorme din cauza blindajului gros al inamicului și a tunurilor de 88 mm, L/56 și L/71, mult mai puternice. Mobilitatea, fiabilitatea mecanică și numărul mare de exemplare în care a fost produs, a ajutat Sherman-ul, alături de superioritatea crescândă a sprijinului aviației de vânătoare-bombardament și a artileriei, să depășească, din punct de vedere strategic, minusurile pe care le avea în fața tancurilor grele germane. Faptul că se producea relativ ușor a permis fabricarea unui număr mare de Sherman. Aceasta a permis multor divizii, chiar și unor divizii de infanterie, să aibă propriile subunități de Sherman. Unele divizii de infanterie aveau astfel mai multe tancuri decât aveau diviziile germane de blindate. În teatrul de operațiuni din Pacific Sherman a fost utilizat mai mult împotriva infanteriei și fortificațiilor japoneze; în rarele ciocniri cu tancurile ușoare japoneze, cu blindaj mult mai subțire și armament de calibru inferior, superioritatea Sherman a fost covârșitoare.
Tancul M4 Sherman a fost fabricat în număr mare (aproximativ 50.000 de bucăți), fiind depășit la acest capitol doar de către tancul mediu sovietic T-34. Șasiul Sherman a fost folosit pentru fabricarea altor tipuri de vehicule militare: distrugătoare de tancuri, tractoare de tancuri și artilerie autopropulsată. 
După terminarea celui de-al Doilea Război Mondial Sherman a fost înlocuit cu tancurile derivate din tancul M26. Variante de bază și îmbunătățite au mai fost folosite totuși în luptă în diferite războaie, cum ar fi războiul din Coreea, războaiele arabo-israeliene și cele indo-pakistaneze din a doua jumătate a secolului al XX-lea, uneori opunându-se tancurilor T34 sau unor modele mult mai moderne de tancuri sovietice.

## Doctrina
În timp ce se pregătea să intre în al Doilea Război Mondial, doctrina blindatelor în SUA era guvernată de manualul intitulat FM 100-5 Operations (publicat în luna mai 1941, ulterioară celei în care s-a selecționat designul final al tancului M4). Manualul FM spunea că:
"Divizia de blindate este destinată în principal pentru misiuni care necesită mare mobilitate și putere de foc. Acesteia i se dau misiuni decisive. Ea este capabilă să îndeplinească orice misiune, dar rolul său principal sunt operațiunile ofensive îndreptate spre zonele din spate ale liniilor inamice"
Cu alte cuvinte, tancul M4 era în principal un tanc de străpungere, cu toate că în armata americană nu se folosea acest termen. M4 nu a fost creat cu scopul de a fi un tanc de însoțire a infanteriei; de fapt, manualul FM 100-5 declara exact opusul acestui rol. El plasa tancul în eșaloanele "de izbire" ale diviziei blindate și plasa infanteria în eșaloanele "de susținere". M4 nu a fost destinat nici luptei tanc contra tanc. Din punct de vedere al doctrinei, acest rol revenea distrugătoarelor de tancuri. Manualul de utilizare al Sherman (FM-17-33 "Batalionul de tancuri ușoare și medii" din septembrie 1942) dedica doar o pagină de text și patru diagrame luptei tanc contra tanc (din totalul de 142 pagini al acestuia). Această primă doctrină a blindatelor a fost mult influențată de succesele tacticilor utilizate de germani în Blitzkrieg. Din nefericire, până când M4 a ajuns pe câmpurile de luptă în număr suficient de mare, nevoia de susținere a infanteriei și luptele tanc contra tanc erau de departe mult mai importante decât nevoia de tancuri de străpungere. 
Deși conceput ca tanc de străpungere, doctrina americană a blindatelor a căutat și alte roluri pentru M4. Spre deosebire de alte națiuni, care aveau tancuri medii special destinate pentru roluri antitanc (de exemplu PzKw III) și de sprijin (PzKw IV), americanii doreau ca M4 să îndeplinească toate misiunile posibile. Deși nu era adaptat complet pentru lupta tanc contra tanc sau pentru sprijinirea infanteriei, M4 putea să îndeplinească astfel de misiuni într-o măsură mai mare sau mai mică. În teatrul de operațiuni din Pacific, Sherman a fost folosit mai ales împotriva infanteriei și fortificațiilor japoneze; în rarele ciocniri cu blindatele japoneze, ușoare și cu blindaj și armament slab, Sherman s-a dovedit net superior. 
Doctrina oficială a timpului făcea ca Sherman să fie un fel de tanc de sprijin al infanteriei. Toate misiunile antitanc erau destinate distrugătoarelor de tancuri. Viteza era un element esențial pentru a aduce distrugătoarele de tancuri în prima linie, cu scopul de a nimici tancurile inamice care atacau. Spre norocul tanchiștilor de pe Shermanuri, această doctrină nu a fost aplicată pe de-a-ntregul, altfel s-ar fi creat momente în care batalionul de tancuri s-ar fi aflat în inferioritate până când distrugătoarele de tancuri ar fi putut fi aruncate în luptă. În mod evident, această doctrină ar fi îngreunat o străpungere efectuată de un batalion blindat, dacă inamicul ar fi avut tancuri în dotare. De asemenea, o forță blindată inamică ar fi înfrânt ușor un batalion american de tancuri dacă acesta nu ar fi avut amplasate distrugătoarele de tancuri în prima linie încă de la începutul atacului.

## Istoricul utilizării Sherman în luptă
În timpul celui de-al Doilea Război Mondial, aproximativ 19.247 Sherman au fost livrate armatei SUA și 1.104 Corpului de Infanterie Marină al SUA. SUA a livrat 17.184 exemplare Marii Britanii (o parte din acestea au fost trimise către canadieni și forțele poloneze libere care luptau alături de Aliați), Uniunea Sovietică a primit 4.102 tancuri, și aproximativ 812 au fost trimise spre China. Din aceste tancuri, unele au fost expediate țărilor aliate acestor națiuni. 
Corpul Infanteriei Marine SUA a folosit variantele M4A2 diesel și M4A3 benzină în Pacific. Totuși, șeful Trupelor Blindate ale Armatei, generalul-locotenent Jacob L. Devers, a ordonat ca nici un Sherman diesel să nu fie folosit înafara Zonei de Interior (America continentală). Armata americană a folosit toate tipurile existente atât pentru teste, cât și pentru instrucție, în SUA, dar a intenționat ca variantele M4A2 și M4A4 să fie destinate în principal exporturilor din Acordul Lend-Lease. 